# Walter Sydney Adams
Pour les articles homonymes, voir Adams.
Walter Sydney Adams (né le 20 décembre 1876, mort le 11 mai 1956 à Pasadena) est un astronome américain.

## Biographie
Il naît à Antioche en Syrie (Antakya en Turquie actuelle) de parents missionnaires, et arrive aux États-Unis en 1886. Il étudie les beaux-arts au Dartmouth College jusqu'en 1898, avant de se tourner vers les mathématiques. Après un séjour en Allemagne pour parfaire son éducation, il retourne aux États-Unis en 1901. Il commence sa carrière d'astronome à l'observatoire Yerkes, puis à l'observatoire du Mont Wilson en 1904, dont il assumera la direction de 1923 à 1946.
Adams s'intéresse principalement au spectre des étoiles et est le codécouvreur de la relation entre l'intensité relative de certaines raies spectrales et la magnitude absolue de l'étoile. Il démontre que le spectre peut être utilisé pour déterminer si une étoile est une géante ou une naine.
En 1912 il fait les mesures d'astrométrie de l'étoile HD 140283, l'une des plus vieilles connues. En 1915 il étudie le compagnon de Sirius et découvre qu'en dépit de sa taille légèrement plus grande que celle de la Terre, la surface de l'étoile est plus brillante par unité de surface que celle du Soleil et qu'elle est aussi massive. De telles étoiles sont maintenant connues sous le nom de naine blanche.
Adams meurt à Pasadena en Californie le 11 mai 1956.

## Récompenses
- Médaille d'or de la Royal Astronomical Society en 1917
- Médaille Henry Draper en 1918
- Prix Janssen de la Société astronomique de France en 1926
- Médaille Bruce en 1928
- Henry Norris Russell Lectureship en 1947
- L'astéroïde (3145) Walter Adams
- Un cratère sur Mars
- Un autre cratère sur la Lune, nommé en son honneur conjointement avec John Couch Adams et Charles Hitchcock Adams.

### Notices nécrologiques
- (en) MNRAS 117 (1957) 243
- (en) Obs 76 (1956) 139
- (en) PASP 68 (1956) 285